# 相模大野站
相模大野站（日语：／ Sagami-ōno eki */?）是位於日本神奈川縣相模原市南區相模大野，屬於小田急電鐵的鐵路車站。車站編號是OH 28。本站是管區長及站長所在站，並負責管理相模大野管區的本站、小田急相模原站與東林間站等。

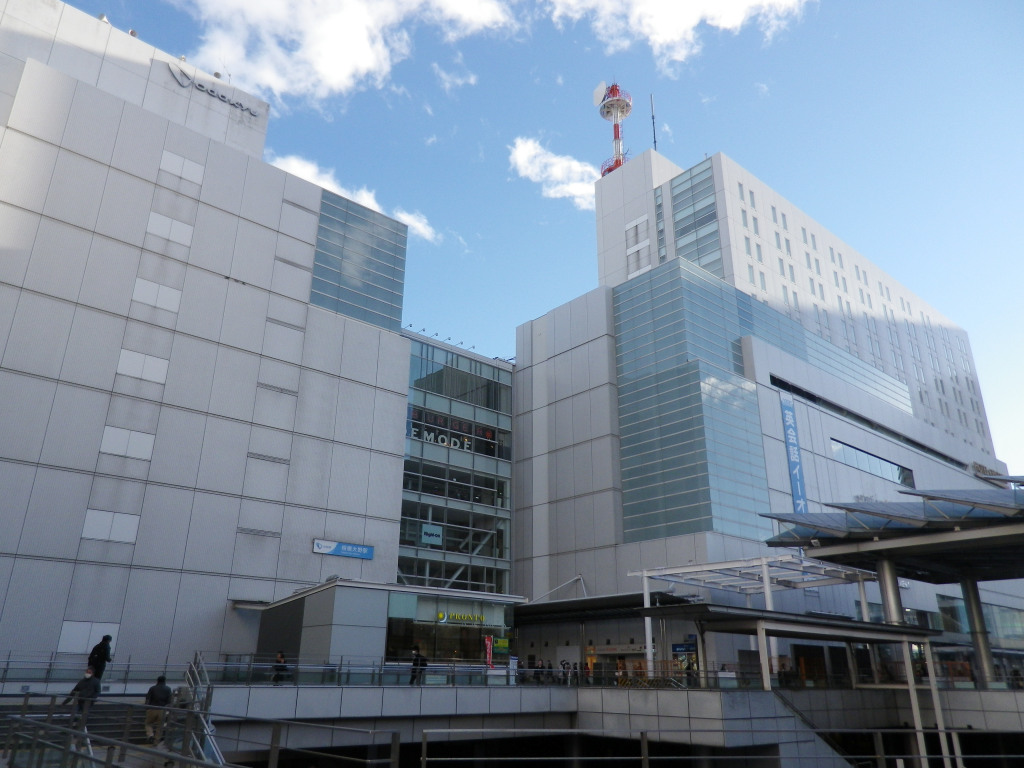
北口（2016年10月）

## 歴史
- 1929年（昭和4年）4月1日：現址往小田原側0.2公里處開設大野信號所。
- 1938年（昭和13年）4月1日：大野信號所升格車站為通信學校站。為「直通」與急行停靠站。
- 1941年（昭和16年）1月1日：改稱相模大野站。
- 1944年（昭和19年）11月：因戰況惡化，停止急行班次。
- 1945年（昭和20年）6月：各站停車延伸至全線，本站為各站停車之停靠站。同時廢止「直通」班次。
- 1946年（昭和21年）10月1日：新增準急班次，為其停靠站。
- 1951年（昭和26年）4月1日：為急行班次停靠站。
- 1955年（昭和30年）3月25日：新增通勤急行班次，為其停靠站。
- 1957年（昭和32年）：新增夏季行駛的臨時列車班次，為其停靠站。
- 1960年（昭和35年）3月25日：新增通勤準急班次，為其停靠站。
- 1962年（昭和37年）10月19日：大野工場（現大野綜合車輛所）開設。
- 1964年（昭和39年）11月5日：新增「快速準急」班次，為其停靠站。
- 1996年（平成8年）
  - 9月1日：移至現址。新站房與南北自由通道啟用[2]。
  - 11月1日 - 小田急相模大野車站廣場（相模大野MYLORD）開業。
- 1997年（平成9年）12月28日：往新宿側移動0.2公里（與現址同位置），舊址為相模大野分岐點（日语：相模大野分岐点）。
- 1998年（平成10年）8月22日：相模大野站改良工程完成。特急浪漫特快開始停靠本站。
- 2000年（平成12年）10月14日：入選關東車站百選。
- 2002年（平成14年）3月22日：新增湘南急班次，為其停靠站。
- 2004年（平成16年）12月11日：新增快速急行、區間準急班次，為其停靠站。廢止湘南急行班次。
- 2009年（平成21年）12月：站內大廳、月台的列車資訊顯示器改為全彩LED樣式。
- 2012年（平成24年）3月17日：直通JR御殿場線御殿場站的特急浪漫特快「朝霧（日语：あさぎり (列車)）」號開始停靠本站。
- 2014年（平成26年）6月19日：往車輛基地的1500形（日语：小田急1000形電車）回送電車發生出軌意外[3]。
- 2016年（平成28年）3月26日：廢止區間準急。
- 2018年（平成30年）
  - 3月17日：成為浪漫特快GSE停靠站。
  - 3月19日：恢復通勤準急。

### 站名由來
開站當時，因鄰近陸軍通信學校而命名為「通信學校」。後以車站所在地「高座郡大野村」加上舊國名相模更名為「相模大野」。本地在成為相模原町（相模原市）後仍稱做大野地域，相模原市周邊居民與使用者多稱本站為大野。

## 車站結構
本站為擁有島式月台2面4線，並附設通過線2條的地面車站及跨站式站房的車站。本站也許多優等列車在此接續，月台也較寬廣。江之島線有許多以本站為起終點的電車。而車站南方為大野綜合車輛所。
本站的車站大樓相模大野車站廣場有Odakyu OX、BIC CAMERA等商店，以及小田急世紀飯店相模大野。
月台配置
| 月台   | 路線      | 方向 | 目的地                     | 備註              |
| ------ | --------- | ---- | -------------------------- | ----------------- |
| 1      | 江之島線  | -    | 大和、藤澤、片瀨江之島方向 | 部分特急於2號月台 |
| 2      | 小田原線  | 下行 | 小田原、箱根湯本方向       | 部分特急於1號月台 |
| 通過線 | □小田原線 | 下行 | （下行特急、回廠列車通過） |                   |
| 通過線 | □小田原線 | 上行 | （上行特急、回廠列車通過） |                   |
| 3、4   | 小田原線  | 上行 | 新宿、千代田線方向         |                   |

- 原則上外側月台（1、4號月台）為江之島線，內側月台（2、3號月台）為小田原線。
  - 1號月台也做為小田原線（下行/小田原、箱根湯本方向）的待避線，但一般仍當作江之島線。月台的乘車介紹也僅列出江之島線。但特急浪漫特快與臨時電車等會有1號月台往小田原線、2號月台往江之島線的情況。
  - 同樣的，4號月台也做為小田原線（上行待避線）的待避線，不過一般仍以江之島線電車使用4號月台，小田原線電車使用3號月台。但部分與特急浪漫特快「箱根」、「相模」並聯的4輛編組「江之島」電車也會使用3號月台。
- 江之島線列車無法駛入通過線。
  - 原先過去往小田原或箱根湯本與往片瀨江之島並聯的急行在本站進行分離作業，為了避免延誤後續特急班次因而採用現在的配線構造，現在急行、快速急行以單獨運轉為原則。
- 另外，新宿發車往相模大野的急行且在相模大野改為各停列車的班次，會在町田 - 相模大野間變更車種與目的地，到達本站後顯示為各停往○○。相反地，往相模大野各停且在相模大野起改為往新宿的急行班次，在小田急相模原 - 相模大野間變更車種與目的地，到達本站後顯示為急行往新宿。這種情形只存在於小田原線。
- 2009年（平成21年）11月下旬，上下行月台改用全彩LED、LCD列車資訊顯示器。
- 2012年12月，站名標示改為LED照明式。
- 2016年3月26日改點後，新松田站 - 小田原站各站停車的急行列車（通稱：赤丸急行）減班，改由本站或町田站起訖。2018年3月改點起，廢止江之島線本鵠沼、鵠沼海岸站停車的急行列車，新松田站 - 小田原站間各站停車的急行改在新松田站變更種別[4]。
- 1號月台在夜間會停放6輛編組、4號月台停放10輛編組列車。

### 站內設備
- 剪票口內大廳
  - 商店
  - Odakyu MART（超商）
  - Odakyu BOOKMATES（書店）
  - FORESTY COFFEE（日语：小田急レストランシステム）（咖啡店）
  - PIZZA OLIVE（ピザオリーブ）（外帶披薩店）

- 月台
  - 商店
  - 箱根蕎麥麵（日语：箱根そば）（下行月台）
- 廁所位於付費區內山側（北側）與剪票口外車站廣場西側。
- 電梯連結付費區層與各月台層。
- 電扶梯為月台往付費區層方向。

### 其他特徵
- 2008年（平成20年）3月起，除部分特急外，取消列車並聯分割。
- 全日月台配置站員。

## 使用情況
2017年度1日平均上下車人次為130,161人。在小田急線內70個車站當中排名第8位，次於海老名站。
近年1日平均上下車人次變化如下表。
| 年度               | 小田急電鐵         | 小田急電鐵 |
| 年度               | 1日平均 上下車人次 | 增長率     |
| ------------------ | ------------------ | ---------- |
| 1935年（昭和10年） | 806                |            |
| 1940年（昭和15年） | 1,770              |            |
| 1946年（昭和21年） | 2,975              |            |
| 1950年（昭和25年） | 3,807              |            |
| 1955年（昭和30年） | 6,239              |            |
| 1960年（昭和35年） | 15,682             |            |
| 1965年（昭和40年） | 44,689             |            |
| 1970年（昭和45年） | 71,024             |            |
| 1975年（昭和50年） | 83,267             |            |
| 1980年（昭和55年） | 84,879             |            |
| 1985年（昭和60年） | 87,864             |            |
| 1989年（平成元年） | 95,594             |            |
| 1990年（平成02年） | 100,976            | 5.6%       |
| 1993年（平成05年） | 106,006            |            |
| 1995年（平成07年） | 105,312            |            |
| 1998年（平成10年） | 109,717            |            |
| 2000年（平成12年） | 106,000            |            |
| 2002年（平成14年） | 106,671            |            |
| 2003年（平成15年） | 108,602            | 1.8%       |
| 2004年（平成16年） | 111,203            | 2.4%       |
| 2005年（平成17年） | 113,093            | 1.7%       |
| 2006年（平成18年） | 114,979            | 1.7%       |
| 2007年（平成19年） | 120,241            | 4.6%       |
| 2008年（平成20年） | 121,338            | 0.9%       |
| 2009年（平成21年） | 119,240            | −1.7%      |
| 2010年（平成22年） | 119,166            | −0.1%      |
| 2011年（平成23年） | 120,113            | 0.8%       |
| 2012年（平成24年） | 122,453            | 1.9%       |
| 2013年（平成25年） | 128,006            | 4.5%       |
| 2014年（平成26年） | 126,479            | −1.2%      |
| 2015年（平成27年） | 129,015            | 2.0%       |
| 2016年（平成28年） | 129,096            | 0.1%       |
| 2017年（平成29年） | 130,161            | 0.8%       |

### 各年度1日平均上車人次
近年1日平均上車人次變化如下表。
| 年度               | 小田原線 | 江之島線 | 來源                |
| ------------------ | -------- | -------- | ------------------- |
| 1995年（平成07年） | 42,445   | 11,176   | [ 乗降データ 1 ]    |
| 1998年（平成10年） | 43,407   |          | [ 神奈川県統計 1 ]  |
| 1999年（平成11年） | 42,007   | 12,386   | [ 神奈川県統計 2 ]  |
| 2000年（平成12年） | 41,901   | 12,528   | [ 神奈川県統計 2 ]  |
| 2001年（平成13年） | 41,642   | 12,690   | [ 神奈川県統計 3 ]  |
| 2002年（平成14年） | 41,692   | 12,786   | [ 神奈川県統計 4 ]  |
| 2003年（平成15年） | 42,174   | 13,354   | [ 神奈川県統計 5 ]  |
| 2004年（平成16年） | 42,024   | 13,581   | [ 神奈川県統計 6 ]  |
| 2005年（平成17年） | 42,529   | 14,038   | [ 神奈川県統計 7 ]  |
| 2006年（平成18年） | 43,169   | 14,380   | [ 神奈川県統計 8 ]  |
| 2007年（平成19年） | 45,034   | 15,206   | [ 神奈川県統計 9 ]  |
| 2008年（平成20年） | 45,381   | 15,350   | [ 神奈川県統計 10 ] |
| 2009年（平成21年） | 44,618   | 15,091   | [ 神奈川県統計 11 ] |
| 2010年（平成22年） | 44,394   | 15,345   | [ 神奈川県統計 12 ] |
| 2011年（平成23年） | 44,743   | 15,538   | [ 神奈川県統計 13 ] |
| 2012年（平成24年） | 45,338   | 16,097   | [ 神奈川県統計 14 ] |
| 2013年（平成25年） | 47,083   | 17,128   | [ 神奈川県統計 15 ] |
| 2014年（平成26年） | 46,457   | 16,899   | [ 神奈川県統計 16 ] |
| 2015年（平成27年） | 47,393   | 17,222   | [ 神奈川県統計 17 ] |
| 2016年（平成28年） | 47,480   | 17,180   | [ 神奈川県統計 18 ] |

備註
1. ↑  車站開業年

## 車站周邊
車站東側有國道16號（東京環狀），北側有神奈川縣道51號町田厚木線（行幸道路）。
1980年代以前，行幸道路北側與相模女子大學之間有相模原美軍醫療設施，在返還日本用地後，改建為住宅設施（Lobby City相模大野五番街）、商業設施（伊勢丹）、文化設施（相模女子大學Green Hall）、娛樂設施（相模大野中央公園）、教育設施（神奈川縣立相模大野高等學校）等，車站周邊並設置地下道、天橋，廢除平交道，進行再開發等。之後還進行北口站前廣場與車站大樓（相模大野車站廣場）等工程，車站周邊隨著近年急速的臥城化、人口激增而快速發展。
商業方面，相對於鄰站町田站周邊的既有商圈，本站周邊尚屬於中型規模。

### 相模大野車站廣場
- A館

- 麥當勞（3樓）
- 銀座Cozy Corner（3樓）
- UNIQLO（5樓）
- 熊澤書店（くまざわ書店）（6樓）
- 山野樂器（6樓）
- 和幸（8樓）
- AEON（英語會話學校）（8樓）

- B館

- 松本清（2樓）
- OdakyuOX（3樓）
- 崎陽軒（3樓）
- 御座候（3樓）
- 無印良品（4樓）
- one's（4樓）
- Right on（5樓）
- ABC-MART（5樓）
- MURASAKI SPORTS（5樓）
- JINS（5樓）
- BIC CAMERA相模大野站店（6樓）
- 100圓商店　大創百貨（7樓）

### 北口
商業設施
- 伊勢丹相模原店（2019年9月30日關閉，原址預計將興建一棟41層的綜合型塔式公寓「PROUD Tower 相模大野 Cross」。）
- 岡田屋MORE'S（日语：横浜岡田屋）
- bono相模大野（日语：ボーノ相模大野）

金融機關
- 三菱東京UFJ銀行相模大野分行
- 三井住友銀行相模大野分行
- 三井住友信託銀行相模大野分行
- 瑞穗銀行相模大野分行
  - 瑞穗證券Planet Booth相模大野（瑞穗銀行相模大野分行內2F）
- 里索那銀行相模大野分行
- 橫濱銀行相模大野分行
- 靜岡銀行相模大野分行

郵局
- 相模大野郵局
- 相模大野五郵局

教育機關
- 相模女子大學
- 神奈川縣立相模原中等教育學校（日语：神奈川県立相模原中等教育学校）、神奈川縣立相模大野高等學校
- 神奈川縣立神奈川綜合產業高等學校（日语：神奈川県立神奈川総合産業高等学校）
- 北里大學相模原校區
- 女子美術大學相模原校區

公共設施、其他
- Green Hall相模大野
- 相模原市立相模大野圖書館
- 神奈川縣出先機關高相合同廳舍（相模原土木事務所、相模大野水道營業所）
- 相模原市南區役所
- 相模原市南保健福祉中心
- 神奈川縣警察（日语：神奈川県警察）相模原南警察署（日语：相模原南警察署）
- 相模原市消防局（日语：相模原市消防局）相模原南消防署
- 相模原南市民會館
- 日本年金機構（日语：日本年金機構）相模原年金事務所
- 北里大學醫院
- 北里大學東醫院
- 神奈川縣立相模原公園
- 相模原市立麻溝台公園

### 南口
- SUPER三和（日语：三和）相模大野店
- 日本年金機構（相模大野年金相談中心）
- 相模大野醫院
- HOTEL SUN EIGHT（ホテルサンエイト）
- HARMOS相模大野店（COOP神奈川（日语：生活協同組合コープかながわ））

### 東口（北出口）
- 北里大學學校巴士乘車處
- 相模大野站北口公園

### 東口（南出口）
- 相模大野站前郵局
- JA相模原市（日语：相模原市農業協同組合）相模大野分店
- 相模原市立谷口中學校

## 巴士路線
北口與南口皆有乘車處。1990年以前僅有北口有巴士總站，隨著再開發與站房改建，南口新增巴士乘車處。
另外北口附近的Green Hall相模大野有Green Hall前巴士站。
一般路線由神奈川中央交通營運。詳細路線請參照神奈川中央交通相模原營業所。
機場接駁巴士除神奈川中央交通外，還有京濱急行巴士、京成巴士營運。

### 相模大野站北口
位於空中行人步道下，有兩座2島式月台。乘車處分為1 - 4、7、8號，與5、6號。
| 1號乘車處 (GH3) - 大沼、北里大學醫院、北里大學、JR相模原站方向                              |                                            |                                   |
| 大53                                                                                        |                                            | 往北里大學醫院、北里大學          |
| 大25                                                                                        | 北里大學醫院、北里大學                     | 往光丘一丁目 （僅平日、週六深夜） |
| 大68                                                                                        | 北里大學醫院、北里大學                     | 往麻溝車庫                        |
| 相25                                                                                        | 北里大學醫院、北里大學                     | 往相模原站南口                    |
| 2號乘車處 (GH3) - 原當麻站、上溝方向 ／ 大野台、淵野邊公園、JR相模原站方向                  |                                            |                                   |
| 大15                                                                                        | 北里大學醫院、北里大學、原當麻站、古山三谷 | 往上溝                            |
| 相05                                                                                        | 大野台三丁目                               | 往相模原站南口                    |
| 3號乘車處 (GH4*) - 御幸（みゆき）台團地、女子美術大學、北里大學醫院、北里大學、麻溝車庫方向 |                                            |                                   |
| 大54                                                                                        | 上原團地                                   | 往御幸台團地                      |
| 大58                                                                                        | 麻溝台                                     | 往相模綠風園前 （平日4班）        |
| 大60                                                                                        | 麻溝台                                     | 往女子美術大學                    |
| 大59                                                                                        | 麻溝台                                     | 往北里大學醫院、北里大學          |
| 大55                                                                                        | 麻溝台、北里大學醫院、北里大學             | 往麻溝車庫 （僅平日、週六深夜）   |
| 4號乘車處 - 小田急相模原站方向                                                              |                                            |                                   |
| 小06                                                                                        | 豐町                                       | 往小田急相模原站                  |
| 5號乘車處 (GH2) - 淵野邊十字路、JR相模原站方向                                              |                                            |                                   |
| 相02                                                                                        | 國道16號                                   | 往相模原站南口                    |
| 6號乘車處 (GH1) - 機場接駁巴士、高速巴士                                                    |                                            |                                   |
|                                                                                             | 神奈中、京急（新子安營業所）               | 往羽田機場                        |
|                                                                                             | 神奈中、京成（千葉營業所）                 | 往成田機場                        |
|                                                                                             | 小湊鐵道                                   | 往三井OUTLET PARK木更津           |
| 7號乘車處 下車處                                                                            |                                            |                                   |
| 8號乘車處 下車處                                                                            |                                            |                                   |

- 東京站八重洲南口、新宿站西口發車的深夜急行巴士也停靠北口（神奈中）

乘車處後方括弧內的GH與數字代表Green Hall前的乘車處編號。
但相模大野站10:00前發車班次不經過Green Hall前。
*的數字為Green Hall前始發的乘車處編號。本站發車不停靠。
往機場的班次，Green Hall前的巴士站稱相模大野立體停車場，是往機場班次的始發巴士站（若是橋本站發車的班次則是橋本站與相模大野站之間的巴士站）。
Green Hall前巴士站的乘車處編號從入口側起為1號，如出口最近的是4號。

### 相模大野站南口
- 大13 - 中和田循環、往相模大野站南口

## 未來計畫
- 目前正在研究本站至原當麻站、使用專用道的巴士系統[7]。

## 相鄰車站
小田急電鐵
 小田原線
- □特急浪漫特快「箱根」「相模」「Morningway」「Homeway」「Metro箱根」部分停車站、「富士山」全部列車停車站

■快速急行、■急行
町田（OH 27）－相模大野（OH 28）－海老名（OH 32）
□通勤準急、■準急、■各站停車（通勤準急僅上行、準急僅下行停車）
町田（OH 27）－相模大野（OH 28）－（相模大野分岐點）－小田急相模原（OH 29）
 江之島線
- □特急浪漫特快「江之島」「Morningway」「Homeway」全部列車停車站

■快速急行、■急行
町田（OH 27）（小田原線）－相模大野（OH 28）－中央林間（OE 02）
■各站停車
町田（OH 27）（小田原線）－相模大野（OH 28）－（相模大野分岐點）－東林間（OE 01）

## 外部連結
- 相模大野 - 小田急電鐵